# 알텐부르크
알텐부르크(독일어: Altenburg)는 독일 튀링겐주에 위치한 도시이다. 라이프치히 남쪽으로 40km, 드레스덴 서쪽으로 90km, 에르푸르트 동쪽으로 100km 떨어져 있는 곳에 위치해 있다. 이 곳은 알텐부르크란트 지역의 중심에 위치하고 있으며 게라, 츠비카우, 켐니츠와 함께 구공업 및 광산 도시였다. 현재 인구는 2014년 12월 31일 기준으로 32,819명이다.
작센알텐부르크 공국의 수도였던 곳이다. 알텐부르크는 스카트가 최초로 탄생한 도시여서 카드 놀이의 도시라는 별명을 가지고 있다.

## 자매 도시
- 독일 오펜부르크
- 스위스 올텐
- 체코 즐린
- 미국 히코리